# Station Sławków
Station Sławków is een spoorwegstation in de Poolse plaats Sławków.